# Этинилэстрадиол/левоноргестрел

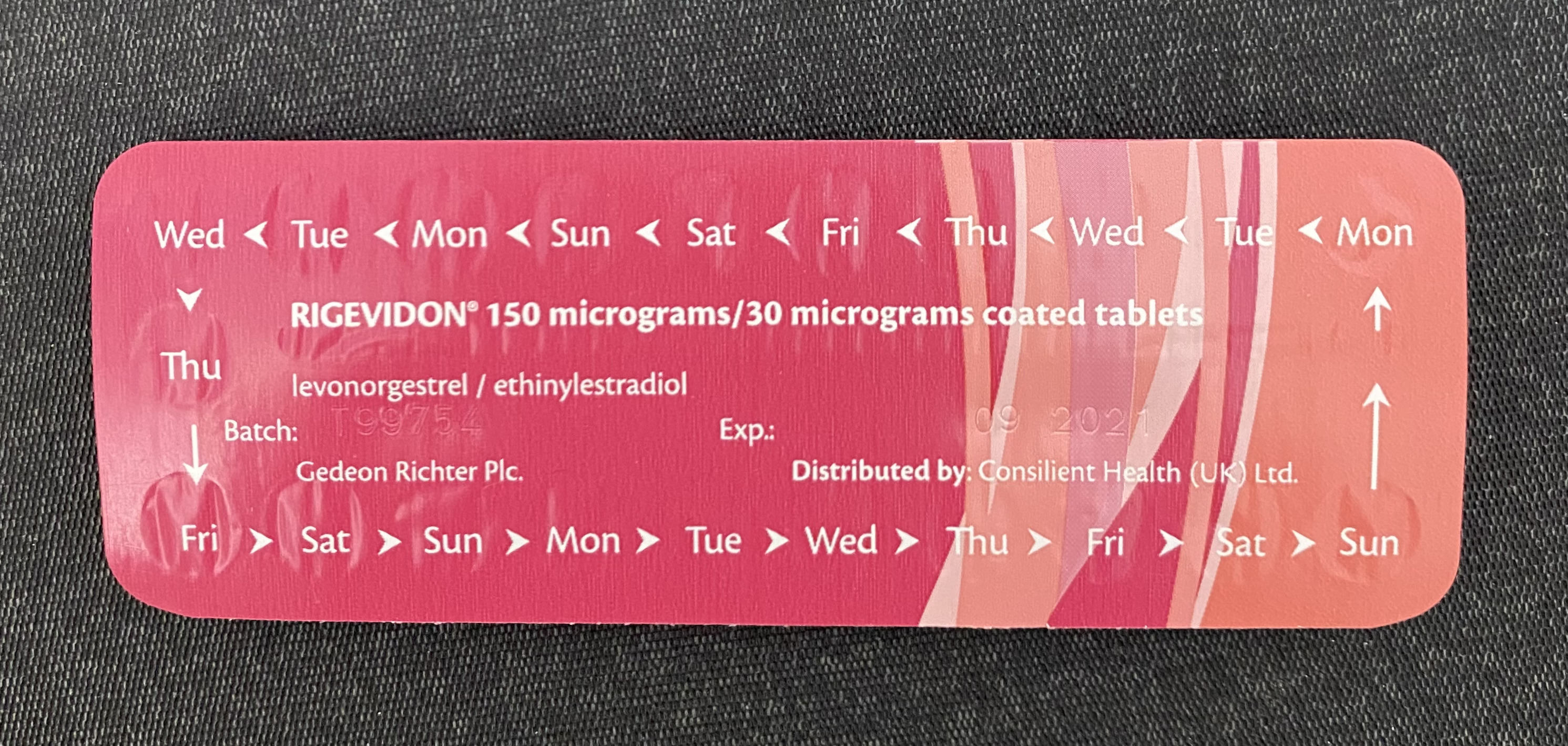
Ригевидон, пример комбинированного препарата на основе этинилэстрадиола и левоноргестрела

Этинилэстрадиол/левоноргестрел — комбинированное оральное контрацептивное средство, содержащее этинилэстрадиол (эстроген) и левоноргестрел (прогестин). Применяется для предотвращения нежелательной беременности, в качестве экстренной контрацепции, лечения эндометриоза, а также для облегчения менструальных симптомов.

## Механизм действия
Контрацептивный эффект реализуется за счёт нескольких механизмов. Левоноргестрел подавляет выработку рилизинг-факторов лютеинизирующего (ЛГ) и фолликулостимулирующего (ФСГ) гормонов гипоталамуса, снижает секрецию гонадотропинов гипофизом и препятствует созреванию яйцеклетки. Этинилэстрадиол, в свою очередь, повышает вязкость шеечной слизи, затрудняя проникновение сперматозоидов в матку.

## Дополнительные эффекты
Помимо основного контрацептивного действия, препараты на основе этой комбинации способствуют облегчению болезненности и интенсивности менструальноподобных кровотечений и нормализации менструального цикла.

## Медицинское применение
Этинилэстрадиол/левоноргестрел включён в Примерный перечень Всемирной организации здравоохранения (ВОЗ) как одно из важнейших лекарственных средств. Он широко применяется в клинической практике и доступен в виде дженериков под различными торговыми наименованиями.
Эффективность препарата оценивается с помощью индекса Перля, который при правильном применении составляет менее 1 (менее одной беременности на 100 женщин в год).